# Bactrolopha
Bactrolopha là một chi bướm đêm thuộc họ Gelechiidae.